# 瀬戸町 (愛媛県)
瀬戸町（せとちょう）は、愛媛県の南予地方、佐田岬の先端部近くにあった町。2005年（平成17年）4月1日、西宇和郡伊方町、三崎町と合併（新設合併）し、新たに伊方町の一部となった。

## 地理
佐田岬半島の先端部近くに位置し、三崎町と伊方町にはさまれている。集落は瀬戸内海側と宇和海側に分かれており、町内の地域間の交通の確保が課題となる。稜線では風況がよく、風力発電が行われ、風車が林立する姿は新しい景観を形成している。
佐田岬半島
佐田岬半島は最も狭くくびれた箇所での幅は1キロメートルに満たないなど細長く、その稜線で瀬戸内海と宇和海を分けている。両岸とも急傾斜地が海に落ち込む地形であり、平地は乏しい。とりわけ瀬戸内海側は曲がりくねった海岸線を形成し、磯海岸が主体ながら三机湾などの入り江も形成している。宇和海側は出入りが少ないが、ほとんどの所で断崖がそのまま海に落ち込んでいるほか、大久、川之浜などの砂浜も存在する。

### 隣接していた自治体
- 伊方町
- 三崎町（現: 伊方町）

## 歴史
三机湾は、太平洋戦争開戦前に海軍の潜水艦訓練基地として使用された。これは、真珠湾に形が似ているためとされる。

### 沿革
- 1889年（明治22年）12月25日 - 町村制施行に伴い、以下の2村が成立。
  - 西宇和郡足成浦・塩成浦・三机浦・大江浦・志津浦・小島浦が合併し、三机村が成立。
  - 西宇和郡川之浜浦・大久浦・田部浦・神崎浦が合併し、四ツ浜村が成立。
- 1920年（大正9年）3月 - 西宇和郡道八幡浜三崎線が認定される[2]。
- 1922年（大正11年） - 町内に電気が開通する[2]。
- 1923年（大正12年） - 郡制廃止に伴い八幡浜三崎線が県道に移管される[2]。
- 1925年（大正14年） - 町内にはじめて電話が架設される[2]。
- 1956年（昭和31年）6月1日 - 三机村・四ツ浜村が合併、同時に町制を施行し瀬戸町となる[2]。
- 1958年（昭和33年） - 県道八幡浜三崎線が全線開通する[2]。
- 1962年（昭和37年） - 県道八幡浜三崎線が国道に格上げされ、国道197号となる[2]。
- 1975年（昭和50年）1月22日 - 天候不良のため操船を誤った小型タンカー第三岩陽丸（299トン）が志津海岸で座礁。積荷の重油が流出[3]。
- 2005年（平成17年）4月1日 - 伊方町・三崎町と合併し伊方町となる。

## 行政
平成の合併
平成の大合併が始まる頃になると瀬戸町は単独での生き残りは財政面から非常に困難であると予想され、合併をしないという選択肢はないとして、2002年（平成14年）9月6日に伊方町、瀬戸町の合併協議会が発足。2003年（平成15年）7月1日には三崎町も加わり合併協議が行われた。のちの町議会において八幡浜市や保内町との合併の可能性を問われた際には、「3町での合併協議を進めている最中に他の市町村との枠組みを考えることは信義にもとることであるため考えるべきではないし考えてもいない」と回答している。
合併後の庁舎の位置は2町での合併協議時より旧伊方町庁舎にすることで決定しており、協議会に三崎町が加わった後もその方針は変わらなかった。合併後の名称は名称公募が行われ、住民小委員会での選考、投票の結果町名は伊方町に決定した。

## 町名の由来
三机村と四ツ浜村の合併時に、両村が新町名にそれぞれの村名を譲らなかったため1955年（昭和30年）5月8日の両村の議会議員および合併協議会の合同会議によって、「三机」「四ツ浜」の両村名以外の名称を用いることが決定された。直ちに募られた案の中から瀬戸内海にちなんで「瀬戸町」が選出され、町名となった。

## 社会

### 姉妹都市
- 岡山県赤磐郡瀬戸町（現岡山市） - 1987年（昭和62年）7月より[12]

### 集落
集落は瀬戸内海側と宇和海側とに分かれるが、役場などがあるのは瀬戸内海側の三机（みつくえ）集落である。ここには、主要な行政関係施設が集積しているほか、小さいながら商店街も形成されている。

### 教育
中学校
- 瀬戸町立瀬戸中学校[13]

小学校
- 瀬戸町立三机小学校
- 瀬戸町立大久小学校
- 瀬戸町立塩成小学校
- 瀬戸町立川之浜小学校（2004年（平成16年）に廃校）

### 郵便
- 瀬戸郵便局 - 1874年（明治7年）三机郵便局として開局。1958年（昭和33年）4月1日に瀬戸郵便局に改称[2]。
- 大久郵便局 - 1917年（大正6年）四ツ浜郵便局として開局。1946年（昭和21年）までは無集配局であり、三机郵便局が集配業務を行っていた。1958年（昭和33年）4月1日に大久郵便局に改称[2]。

## 交通

### 鉄道
町内に鉄道はない。最寄り駅は八幡浜市のJR四国八幡浜駅。

### 路線バス
1951年（昭和26年）、それまで八幡浜と伊方を結んでいたバスが三机まで延長され、村内にバスが開通した。このバス路線は1953年（昭和28年）には大久まで、県道八幡浜三崎線が全通した翌年の1959年（昭和34年）には三崎まで延長された。現在も伊予鉄南予バスと伊予鉄バスの路線が町内を通っている。

### 道路
国道
- 国道197号 - 通称「佐田岬メロディーライン」「頂上線」。

県道
- 愛媛県道254号三机港線
- 愛媛県道255号鳥井喜木津線

## 観光
観光地・名所
- 瀬戸町農業公園
- 須賀公園 - キャンプ場、旧九軍神碑
三机湾は、ハワイの真珠湾に地形が似ていることから、太平洋戦争の開戦に備えて海軍の特殊潜航艇隊がひそかに訓練に励んだ。また、実戦に参戦し戦死したとされる9名の兵士は「九軍神」として奉られたが、1996年（平成8年）には公園内に「九軍神」の慰霊碑が建てられ、毎年12月8日には地元関係者により追悼式が行われている[14]。2007年（平成19年）には、海上自衛隊OB有志らの寄附によって付近に掲揚台が設置され、同じく寄附された鎮魂旗が掲揚された。
- 大久海水浴場
- 川之浜海水浴場

名産
- ウンシュウミカン
- チリメン
- イリコ

## 出身有名人
- 向井鹿松 - 商業学者・経営学者・経済学者、教育者
- 毛利松平 - 政治家
- 佐々木恭三 - エスエスケイ創業者[2]
- 中村修二 - 青色発光ダイオードの開発者
- 河野兵市 - 冒険家